# Сосновый Бор (Ярославская область)
Сосновый Бор — посёлок в Некрасовском районе Ярославской области России. 
В рамках организации местного самоуправления входит в сельское поселение Бурмакино, в рамках административно-территориального устройства — в Никольский сельский округ.

## География
Расположен в 23 километрах к юго-востоку от центра города Ярославля.
В 14 км к юго-востоку от посёлка находится рабочий посёлок Бурмакино.

## Население
| 2007 | 2010 |
| ---- | ---- |
| 438  | ↘391 |

Согласно результатам переписи 2002 года, в национальной структуре населения русские составляли 95 % из 257 жителей.